# Thomas Christensen (fodboldspiller)
 Der er flere personer med dette navn, se Thomas Christensen.
Thomas Christensen (født 8. august 1973) er en dansk tidligere professionel fodboldspiller, hvis primære position på banen var i angrebet.

## Karriere
Thomas Christensen startede med at for Tårnby Boldklub, før han skiftede til Farum Boldklub. I slutningen af 2001 indgik han dog ikke længere i klubbens fremtidsplaner og spillede et halvt år i serieklubben Nivå-Kokkedal Fodboldklub, inden han i sommeren 2002 skiftede til Hellerup IK. I den hvide HIK-trøje var Thomas Christensen en målfarlig herre og det blev til hele 46 divisionsmål indtil slutningen af 2005, da Hellerup-klubbens topscorer skiftede til Fremad Amager ved årsskiftet. Fremad Amager måtte dog undvære ham i i forårets første kamp mod Brabrand IF, idet han sad ude med en karantæne, som han fik efter en kamp for sin tidligere klub.
Han spillede i Fremad Amager frem til sommeren 2007, hvor han blev hentet til Hvidovre IF. Han skiftede sidenhen tilbage til Fremad Amager, hvor han stoppede sin karriere efter sæsonen 2011-12.